# 브레넌 엘리엇
브레넌 엘리엇(Brennan Elliott, 1975년 3월 24일 ~ )은 캐나다의 배우이다.
캘거리에서 태어났다.

## 출연 작품
- 크리스마스 멜로디 (2015년)
- 박물관이 살아있다 : 비밀의 무덤 (2014년) - 로버트 프레드릭 역
- 시더 코브 시즌1 (2013년)
- 하트 투 댄스 (2013년)
- 더티 티쳐 (2013년) - 앨런 역
- 블러드 샷 (2013년)
- 커스 오브 처키 (2013년)
- 키스 앳 파인 레이크 (2012년)
- 테이크 미 홈 (2011년) - 에릭 역
- 블랙 위도우 (2010년)
- 내니 익스프레스 (2008년)
- 그레이 아나토미 시즌4 (2007년) - 데이브 크리슬러 역
- 왓 어바웃 브라이언 (2006년)
- 플라이트 93 (2006년)
- 4400 (2004년)
- 콜드 케이스 시즌1 (2003년)
- 기동전사 건담 G-세이비어 (1999, G-Saviour)
- CSI 라스베가스 시즌1 (2000년)
- 디아블로 (1999년)
- 더블 크라임 (1999년)
- 드림 하우스 (1998년)
- 언리얼